# Olympische Sommerspiele 1956/Teilnehmer (Singapur)
| Gelbes Symbol für Goldmedaillen mit stilisierten Olympischen Ringen | Graues Symbol für Silbermedaillen mit stilisierten Olympischen Ringen | Braundes Symbol für Bronzemedaillen mit stilisierten Olympischen Ringen |
| ------------------------------------------------------------------- | --------------------------------------------------------------------- | ----------------------------------------------------------------------- |
| —                                                                   | —                                                                     | —                                                                       |

Singapur nahm an den Olympischen Sommerspielen 1956 im australischen Melbourne mit einer Delegation von 49 Sportlern, 47 Männer und zwei Frauen, an 13 Wettkämpfen in sechs Sportarten teil.
Jüngster Athlet war der Sprinter Kesavan Soon (18 Jahre und 18 Tage), ältester Athlet war der Segler Ned Holiday (56 Jahre und 62 Tage). Es war die dritte Teilnahme des Landes an Olympischen Sommerspielen. Fahnenträger war die Wasserballspieler Lionel Chee.

## Teilnehmer nach Sportarten

### Basketball
Herren
- Ergebnisse
Hauptrunde: Gruppe B, drei Punkte, 154:257 Punkte, Rang vier, nicht für das Finale qualifiziert
54:81-Niederlage gegen Frankreich
58:85-Niederlage gegen Kanada
42:91-Niederlage gegen die Sowjetunion
Spiele um die Plätze 9–15: Gruppe 1, vier Punkte, 200:215 Punkte, Rang drei
64:67-Niederlage gegen die Republik China (Taiwan)
62:50-Sieg gegen Thailand
74:98-Niederlage gegen Australien
Spiel um die Plätze 13 und 14
92:79-Sieg gegen Südkorea
Rang 13
- Kader
Sho Fa Chen
Jerome Henderson
Ho Lien Siew
Tai Chuen Ko
Chak Men Lee
Kiat Guan Ong
Tian Siak Wee
Kim Poh Wong
Tit Kwan Yee
Gek Huat Yeo

### Gewichtheben
Herren
- Howe Liang Tan
  - Leichtgewicht

Finale: 350,0 kg, Rang neun
Militärpresse: 107,5 kg, Rang neun
Reißen: 100,0 kg, Rang elf
Stoßen: 142,5 kg, Rang fünf

- Ser Cher Tan
  - Federgewicht

Finale: 315,0 kg, Rang sieben
Militärpresse: 92,5 kg, Rang neun
Reißen: 92,5 kg, Rang elf
Stoßen: 130,0 kg, Rang zwei

- Kay Poh Wong
  - Mittelgewicht

Finale: 365,0 kg, Rang neun
Militärpresse: 107,5 kg, Rang neun
Reißen: 112,5 kg, Rang sechs
Stoßen: 145,0 kg, Rang sechs

### Hockey
Herren
- Ergebnisse
Hauptrunde: Gruppe A, vier Punkte, 11:7 Tore, Rang zwei, nicht für das Halbfinale qualifiziert
6:1-Sieg gegen die Vereinigten Staaten von Amerika
Tore: Percy Pennefather (3×), Rudy Mosbergen, Arumugam Vijiaratnam, Michael Wright
5:0-Sieg gegen Afghanistan
Tore: Percy Pennefather (2×), Hon Yam Chai, Osbert de Rozario, Fred Fernandez
0:6-Niederlage gegen Indien
Spiele um die Plätze fünf bis acht: null Punkte, 0:23 Punkte
0:13-Niederlage gegen Neuseeland
0:5-Niederlage gegen Belgien
0:5-Niederlage gegen Australien
Rang acht
- Kader
Hon Yam Chai
Burdette Coutts
Osbert de Rozario
Vellupillai Devadas
Edwin Doraisamy
Fred Fernandez
Ajit Singh Gill
Abdullah Hamid
William Hay
S. Jeyathurai
Rudy Mosbergen
Percy Pennefather
Richard Schoon
Roy Sharma
Sinnadurai Vellupillai
Arumugam Vijiaratnam
Michael Wright

### Leichtathletik
Damen
- Janet Jesudason
  - 100 Meter Lauf

Runde eins: ausgeschieden in Lauf eins (Rang fünf), 13,2 Sekunden (handgestoppt), 13,41 Sekunden (automatisch gestoppt)

- Mary Klass
  - 100 Meter Lauf

Runde eins: ausgeschieden in Lauf zwei (Rang sieben), 12,6 Sekunden (handgestoppt), 12,57 Sekunden (automatisch gestoppt)
  - 200 Meter Lauf

Runde eins: ausgeschieden in Lauf eins (Rang vier), 26,3 Sekunden (handgestoppt), 26,37 Sekunden (automatisch gestoppt)

Herren
- Kesevan Soon
  - 100 Meter Lauf

Runde eins: ausgeschieden in Lauf vier (Rang vier), 11,4 Sekunden (handgestoppt), 11,35 Sekunden (automatisch gestoppt)
  - 200 Meter Lauf

Runde eins: ausgeschieden in Lauf acht (Rang fünf), 23,0 Sekunden (handgestoppt), 23,33 Sekunden (automatisch gestoppt)

- Tan Eng Yoon
  - 100 Meter Lauf

Runde eins: ausgeschieden in Lauf neun (Rang vier), 11,4 Sekunden (handgestoppt), 11,63 Sekunden (automatisch gestoppt)
  - Dreisprung

Qualifikationsrunde: ohne gültige Weite ausgeschieden
Versuch eins: ungültig
Versuch zwei: ungültig
Versuch drei: ungültig

### Segeln
Herren

Drachen
- Ergebnisse
Finale: 926 Punkte, Rang 16
Rennen eins: 159 Punkte, 3:17:85 Stunden, Rang 14
Rennen zwei: 159 Punkte, 3:20:20 Stunden, Rang 14
Rennen drei: 191 Punkte, 4:15:47 Stunden, Rang 13
Rennen vier: Wettkampf nicht beendet (DNF)
Rennen fünf: 129 Punkte, 3:07:20 Stunden, Rang 15
Rennen sechs: 159 Punkte, 4:22:25 Stunden, Rang 14
Rennen sieben: 129 Punkte, 3:17:20 Stunden, Rang 15
- Mannschaft
Kenneth Golding
Robert Ho
Ned Holiday
Keith Johnson

Einzel
- Jack Snowden
  - Finn-Dinghi

Finale: 2.354 Punkte, Rang 14
Rennen eins: 288 Punkte, 3:35:28 Stunden, Rang 13
Rennen zwei: 800 Punkte, 3:39:31 Stunden, Rang vier
Rennen drei: 256 Punkte, 3:51:34 Stunden, Rang 14
Rennen vier: 361 Punkte, 3:20:14 Stunden, Rang elf
Rennen fünf: 361 Punkte, 3:35:25 Stunden, Rang elf
Rennen sechs: 198 Punkte, 3:32:06 Stunden, Rang 16
Rennen sieben: 288 Punkte, 3:25:20 Stunden, Rang 13

### Wasserball
Herren
- Ergebnisse
- Kader
Lionel Chee
Eng Teck Gan
David Lim
Teck Pan Lim
Chwee Hock Oh
Eng Bock Tan
Gim Hock Thio
Skip Wolters
Wiebe Wolters
Eric Yeo